# 倉敷 (岡山県圏域)
倉敷（くらしき）は、岡山県中南部に位置し、高梁川下流域から児島半島西部にかけて存在する地方・地域・圏域である。なお、都市圏とは異なる。

## 概要
倉敷市倉敷地区（旧・倉敷市）を中心に総社市と都窪郡早島町で構成されている。かつては、これに加え、旧総社市、吉備郡真備町、都窪郡清音村、同山手村、浅口郡船穂町があったが、平成の大合併により旧総社市・清音村・山手村が現総社市となり、船穂町・真備町が倉敷市に編入したため現在の構成となった。
このエリアは、高梁川下流域一帯・児島半島西部一帯である。
エリアは南北に分かれ、南部は倉敷市の真備地区を除いた地域と早島町、北部は総社市と倉敷市真備地区による総社圏域となっている。
昭和の大合併以前は、現在岡山市の旧吉備郡・都窪郡地区も含まれていた。そのため、現在でも生活圏・文化圏として見る場合はこれらの地区を含める場合もある。
現在のこのエリアは倉敷市倉敷地区の都市勢力圏であり、倉敷地区を核に、水島・玉島・児島・総社市が副核となっている。工業の面では、重化学工業・鉄鋼業が発達し、水島を中心にした工業圏域である。
同エリア一帯は古くから高梁川下流域の生活圏・文化圏を形成していた。そのため岡山県はこのエリアを基準に広域行政圏を定め、同エリアを管轄する倉敷地方振興局が倉敷市中心部に設置された。現在は同所に岡山県備中県民局が置かれ、同局本庁の直轄地域となっている。
また、気象庁の警報・「注意報や天気予報の発表区域」の「二次細分区域」もこのエリアとなっている。その他、地方新聞のローカル面もこのエリアが基準となっている。
現在の主な構成市町村
- 倉敷市
  - 倉敷
  - 水島
  - 玉島
  - 児島
  - 庄
  - 茶屋町
  - 船穂
  - 真備

- 総社市
  - 総社
  - 山手
  - 清音
- 早島町

場合によっては含まれる地区
- 岡山市北区の西部（足守・高松・吉備）
- 岡山市南区の西部（福田・妹尾地域）

## 地勢
児島地区と早島町および瀬戸内海沿岸の一部を除く大部分が高梁川の流域となっている。
エリア北部は山地となっており、吉備高原の南端部となっている。エリア中央には東西に丘陵地が広がっているほか、南部の児島地区付近も小高い丘陵地となっている。
これらの山地・丘陵地の間は広大な平地となっており北部は総社平野（吉備平野）、南部は岡山平野の一角となっている。岡山平野はかつては「吉備の穴海」と呼ばれる海域であったが中世からの干拓事業により徐々に陸地が広がっていき、現在のような平野部となった。
また倉敷市東南部は児島半島の西部にあたる。

## 歴史
総社市を中心としたエリア北部地域は、古代より栄え、古代吉備王国の中枢地域であった。主要街道である山陽道が整備され、高梁川の水運が発達し、交通の要衝として繁栄した。一方、現在の倉敷市の大部分である海域と島嶼は、海上交通の重要拠点であった。
中世になると、当時の高梁川下流域や河口域の軽部・川辺・総社・西阿知、島嶼であった万寿（倉敷）などに豪商が存在していた。また青江派や片山一文字派などの刀工が現れ、山陽道や海上交通を利用して備中刀が全国に流通した。そして山陽道の宿場町や海域・海岸部の港が栄えると共に、高梁川下流域一帯が一大商圏を形成し、活発な経済活動が行われた。
江戸時代になると、高梁川流域や干拓により生まれた新田地域などの備中南部で綿花栽培や木綿製品の製造が発展し、これを扱う流通加工業によって玉島港や倉敷商人が大発展した。また、同時代にはイグサ栽培も発達、備中南部は、備前の新田地帯とならぶ一大産地となった。これらは後の時代にこのエリアの地場産業となる繊維業やイグサ製品製造などにつながる。
さらには、エリア西部を南北に繋ぐ形の街道である玉島往来が整備され、また、高梁川と玉島を結ぶ運河も整備され、備中松山藩の外港であった玉島が前述の綿花やイグサの売買により繁栄。街道や水運を中心に生活圏域が形成されていた。

## 産業

### 伝統工芸・伝統産業
古くから続く伝統工芸も多い地区である。倉敷市においては「倉敷ブランド」制定により注目を浴びる一方、後継者の問題も起こっている。

#### イグサ製品
古くから同エリア一帯はイグサの栽培が盛んであり、それに伴い畳（畳表）やござなどのイグサ製品の製造も行われ、長尾や茶屋町・西阿知などの花筵（花ござ）や早島町の早島表、中庄地区の栗坂表は全国的に高い評価を得るなど、地域の代表的な産業であった。
歴史は古く、中世から江戸時代にかけて、新田開発による農地の広がりとともに次第に盛んに栽培されるようになったとされる。しかし、倉敷や岡山一帯の古墳から畳やイグサが出土されており、約1500年前にはすでにイグサが栽培されており、全国で最も古いとされる。
全盛期の昭和45年頃では全国のイグサのほとんどが岡山県で生産され、岡山県内のイグサの大半が倉敷エリアで生産されており、岡山市の新田地帯（上道新田）と並ぶ一大生産地であった。刈り入れ時には人手が足りないほどで、九州方面等から出稼ぎ労働者が大量に訪れ、刈り入れを手伝っていた。
しかし水島地区をはじめとする大規模工業が発達し、農家が兼業化、さらには安価なPP製のものや海外製のものが流通、また畳の需要が低下などしたため、次第にイグサ生産から撤退するようになり、イグサ生産は大幅に衰退した。現在でも農家は存在するが、全盛期に比べると激減している。また、現在でもイグサ製品は製造され、前述の長尾や茶屋町や西阿知地区などでは今も花ござなどのイグサ製品が生産されている。また倉敷ブランドにイグサ製品が認定されている。

#### 繊維・ジーンズ
前述のイグサ同様、中世頃から江戸時代にかけて高梁川下流域で綿花の栽培が盛んになった。特に倉敷代官所のあった倉敷や港町だった玉島・児島は綿花の集積地となり、繊維業・紡績業が発展した。現代になると綿花はほとんど生産されていないが、その流れを汲む繊維業・紡績業・被服業が発達した。
倉敷中心部では倉敷紡績や倉敷レーヨンが誕生、児島地区では隣接の玉野市などとともに制服を中心とした被服生産が盛んとなり、また日本で初めてとなる国産ジーンズを生産、玉島では製帽や足袋の生産を中心に繊維業が発達、総社では製帽や前述の繊維業者の下請業者が存在する。
児島のジーンズは国内の約9割のシェアがある。また倉敷帆布が倉敷ブランドとなっている。

#### 売薬業
江戸時代頃より、当エリアで（特に北部を中心に）発達した家庭用配置薬の製造および行商である。製品は九州・中国・四国から北は北海道まで配置されていた事もある。昭和期まで隆盛を誇ったが、その後衰退していき、現在は業者も大幅に減少している。

#### その他の主な伝統工芸
- 酒津焼 - 倉敷市倉敷
- 羽島焼 - 倉敷市倉敷
- 倉敷張り子 - 倉敷市倉敷
- 日本酒

### 工業
代表的な産業として重化学工業が挙げられる。昭和以降、全国有数の規模である水島コンビナートを有する水島臨海工業地帯を中心に重化学工業・鉄鋼業が発達し、総社市の大規模な工業団地をはじめ、その関連企業・下請け企業がエリア内に多く存在しており、特に水島を核とした工業圏域であるともいえる。 
また、早島町から岡山市にかけて大規模な流通団地がある。

### 農業・漁業
沿岸部では、下津井港を始め漁港が点在しており、ママカリやイイダコ、玉島地区のアナジャコ（乙島シャコ）などが名産となっている。
また内陸部でも農業が盛んであり、岡山県名産の桃やブドウを始め、米・野菜・果物など様々な農作物が作られている。また、前述のイグサ栽培がある。
中世による干拓により広大な新田が開発され、同時に十二箇郷用水や倉敷用水・六間川用水などの大規模な灌漑用水も多数整備された。そのため土地生産性が高いのが特徴で、現在では都市近郊型農業が盛んである。
主な農作物
- ブドウ（マスカット・オブ・アレキサンドリア,ピオーネなど） - 倉敷市玉島・船穂・真備・総社・山手
- 桃（白桃など） - 倉敷市玉島・船穂・真備・総社・山手
- レンコン - 倉敷市水島（連島）
- ゴボウ - 倉敷市水島（連島）
- セロリ - 総社市山手
- タケノコ - 倉敷市真備

### 観光
南部は県下で最も多くの観光客を誇る倉敷美観地区を代表に各地に観光資源が点在している。
北部では吉備路の大部分を占めているため、史跡と豊かな自然を中心にした滞在型観光が行われている。

### 商業
倉敷市中心部はこの地域の中心的な繁華街であったが、近年は郊外にロードサイド店舗や大型ショッピングセンターが出来た為、空洞化が進行し問題となっている。
また、倉敷市の他地区や総社市等の中心市街地も倉敷中心部程ではないが中核的な位置付けの繁華街があったが、同様に郊外にロードサイド店や食料品スーパーなどが立地したために深刻な空洞化状態となっている。
この他では観光客向けの商業がある。